# Калинина (платформа)
Кали́нина — остановочный пункт Павелецкого направления Московской железной дороги. Находится в Ленинском районе Московской области.
Загруженность остановочного пункта невелика, большинство электропоездов проходят его без остановки.
В непосредственной близости от платформы находится деревня Калиновка, поэтому и сама платформа изначально тоже называлась Калиновка, но в 1973 году её название было изменено на Калинина.
До 2004 действовала третья платформа, обслуживавшая путь №3. В настоящий момент[когда?]

 демонтирована.
До 2010-х гг. платформа имела лестничный спуск в сторону деревни Петрушино. В настоящий момент[когда?]

 демонтирован.
Недавно[когда?]

 платформа прошла рестайлинг и ныне оформлена в корпоративных цветах ОАО «РЖД». С южной стороны платформы организован регулируемый пешеходный переход через ЖД пути.
На севере от платформы под путями протекает река Битца, левый приток Пахры.

## Фотографии

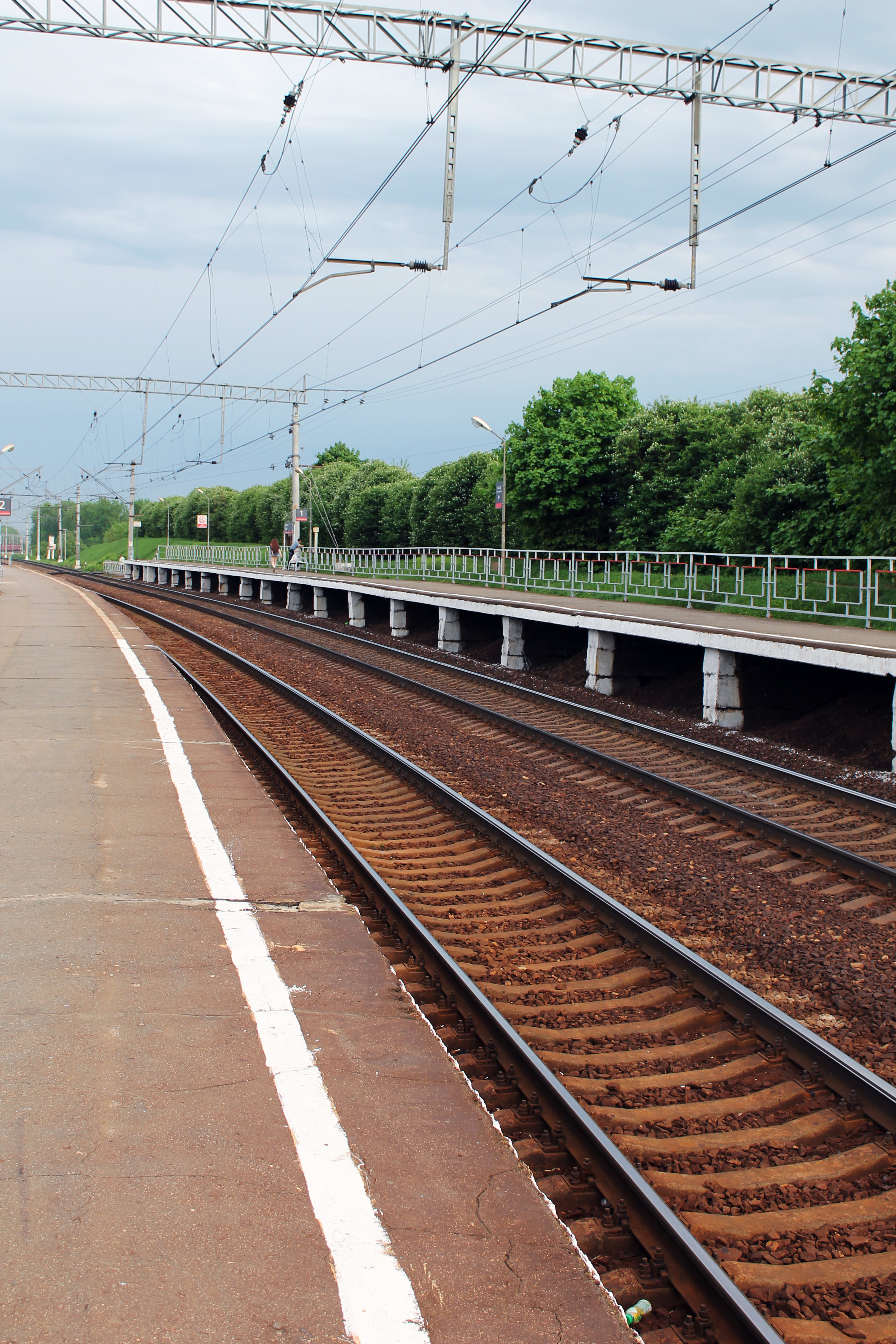
Платформа. Вид в сторону Домодедово
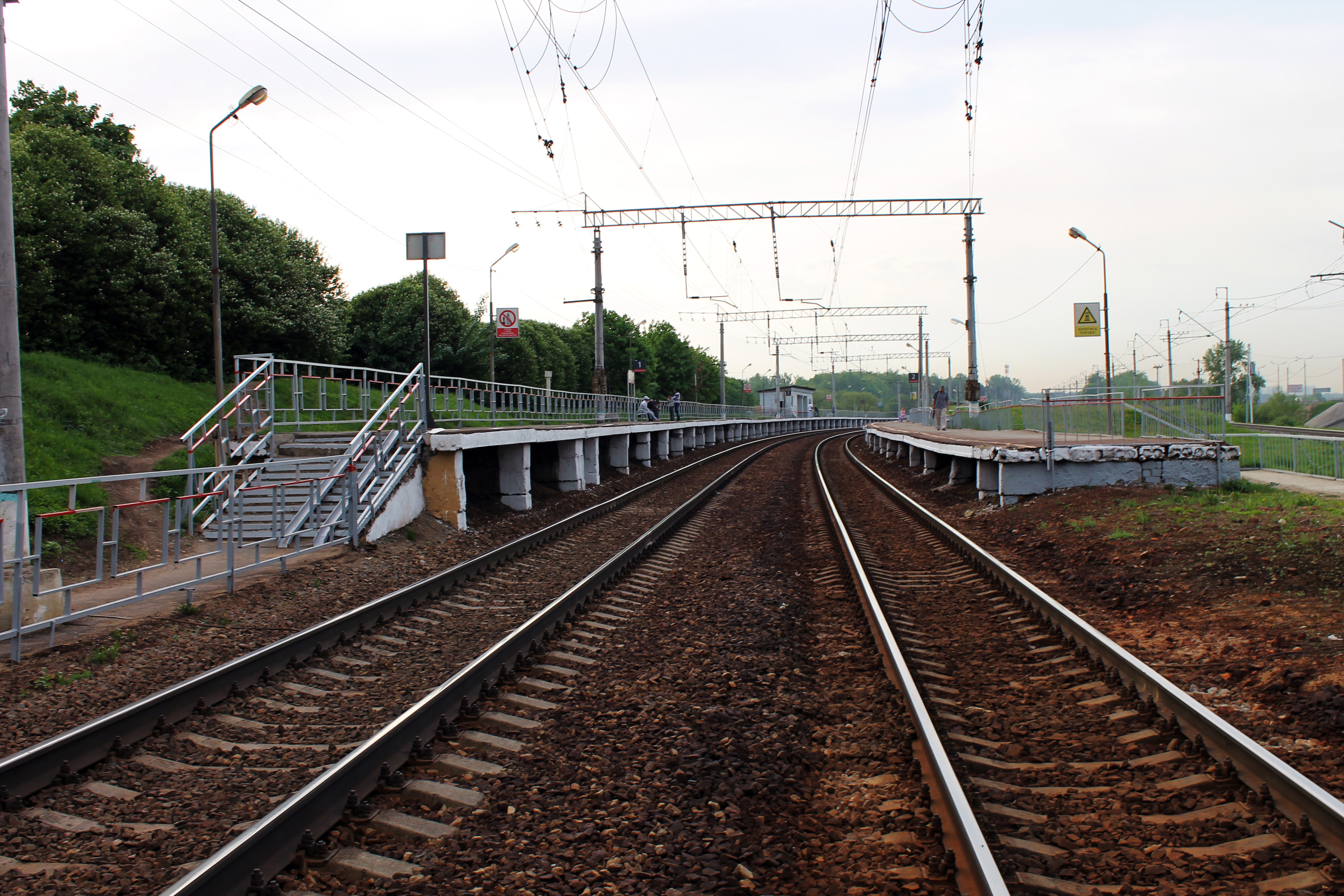
Платформа. Вид на Москву
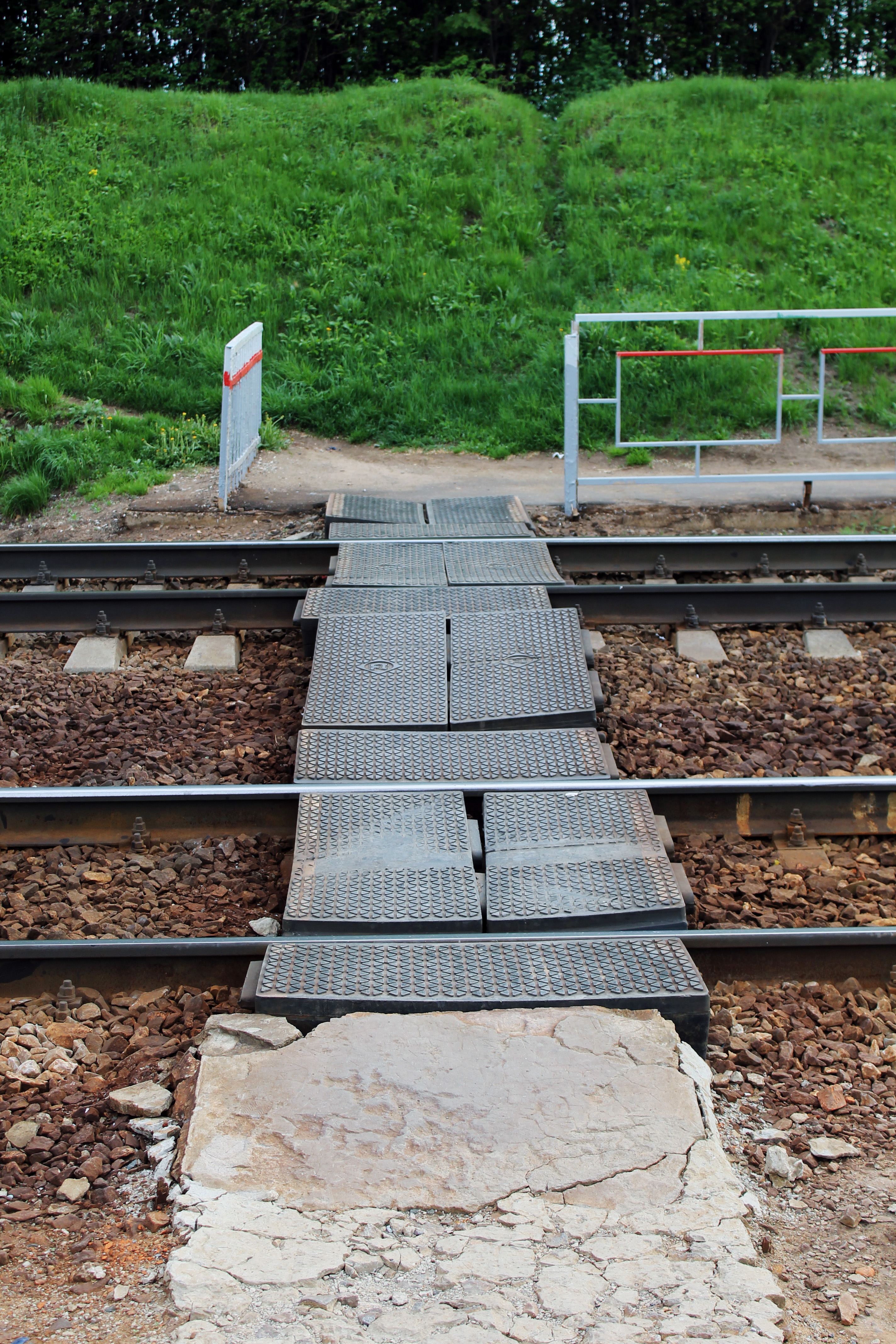
Пешеходный настил между платформами
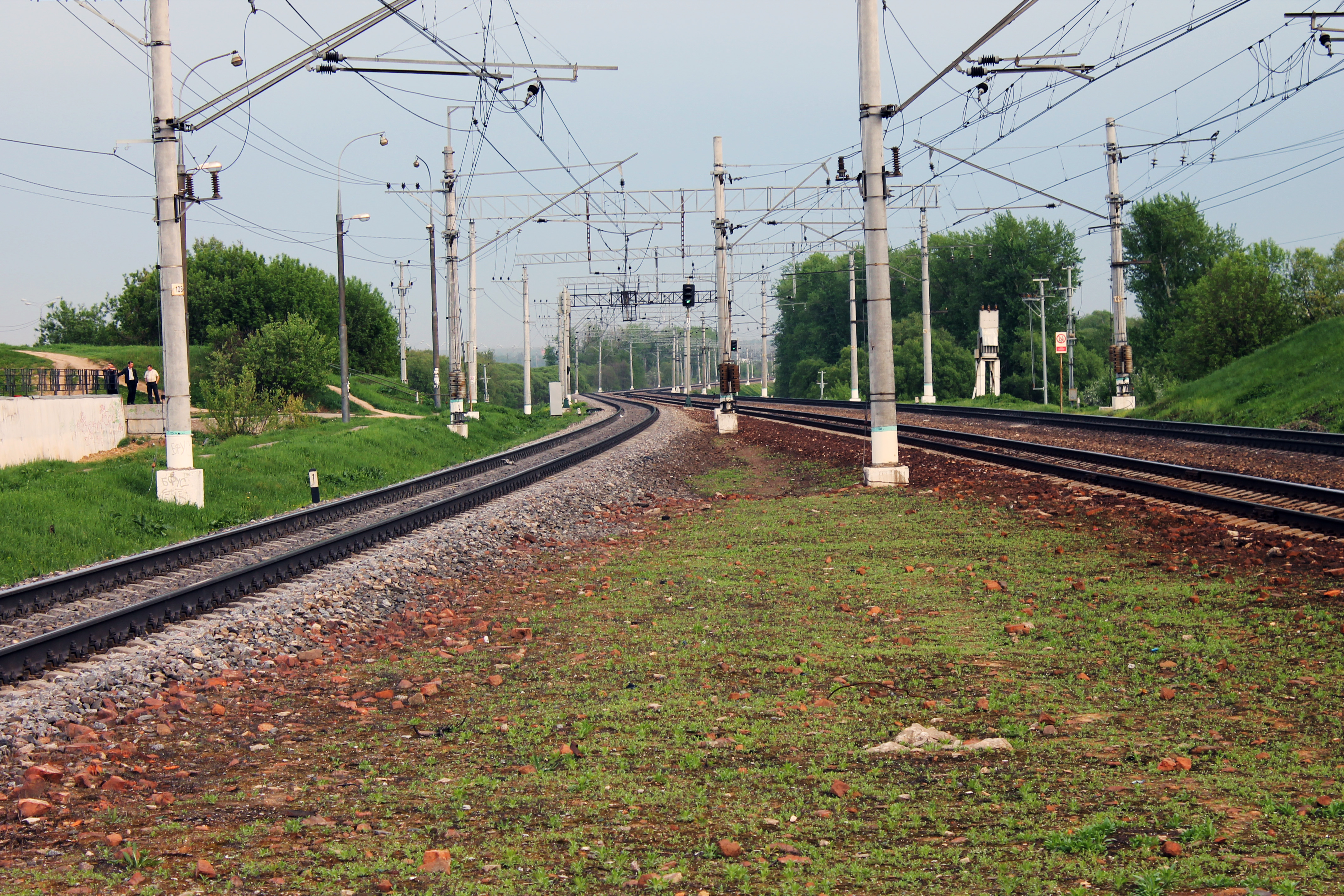
Пути. Вид от платформы
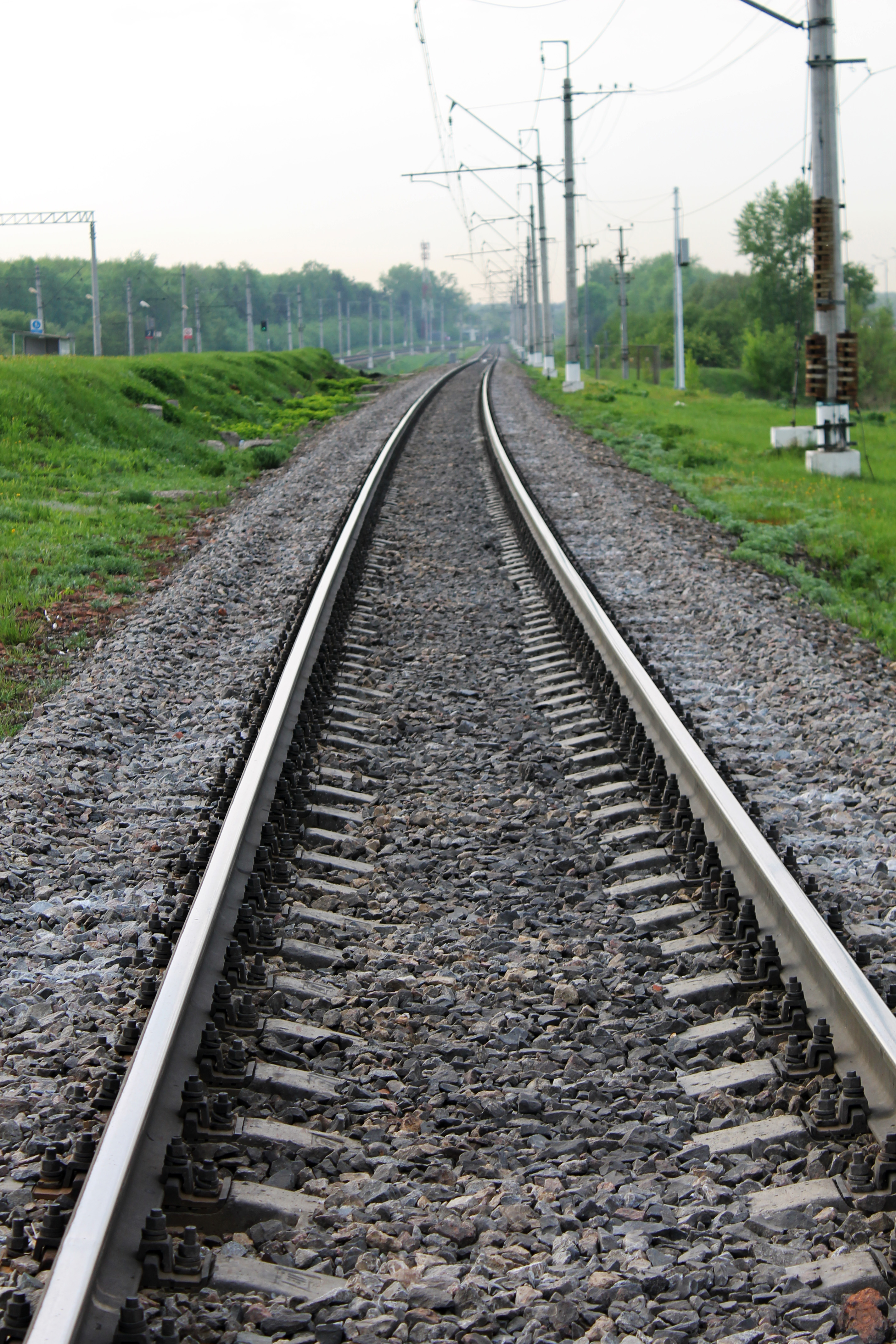
3 путь. Вид на Москву
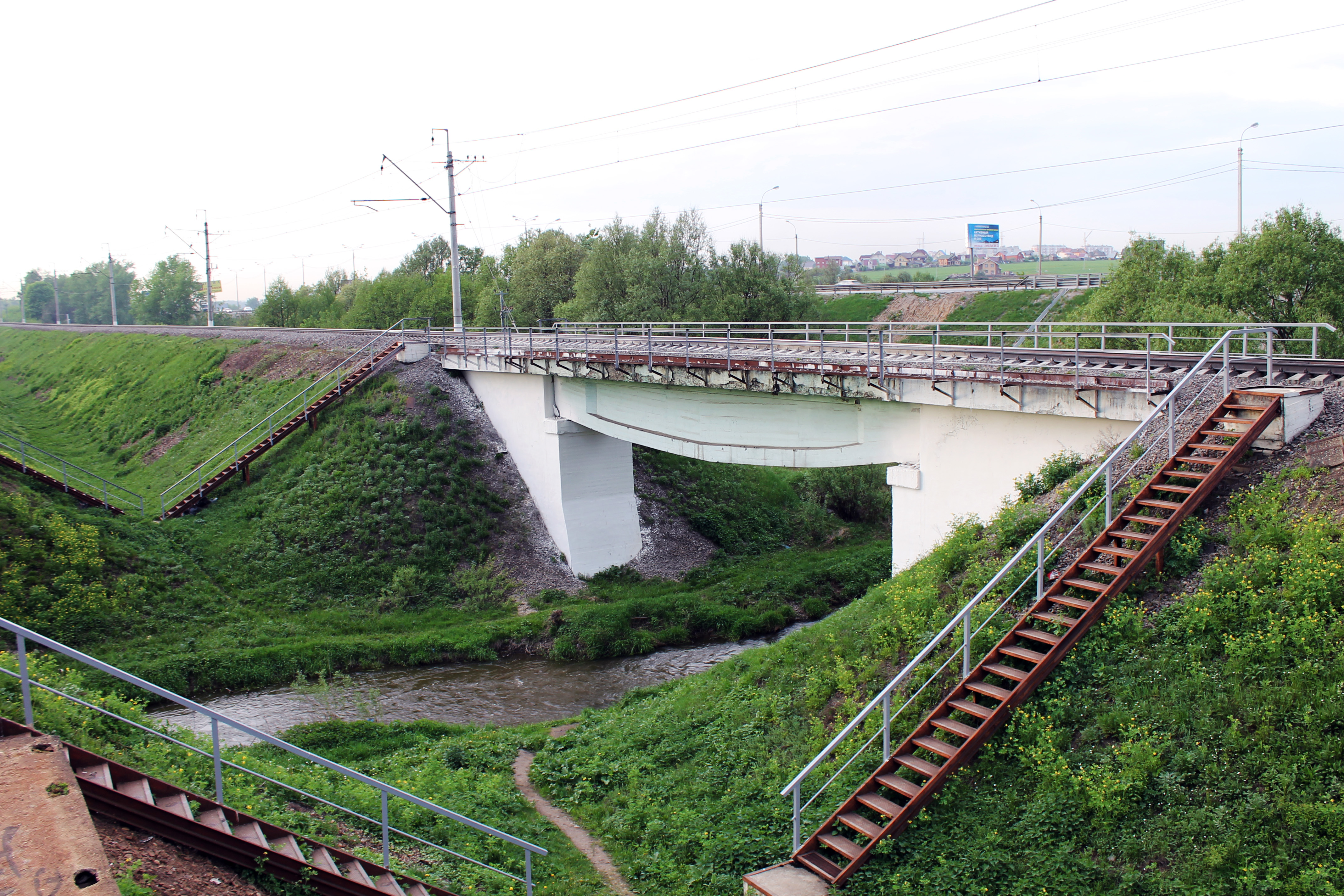
Мост через речку Битца под 3 путём